# OVER DRIVE (歌曲)
「OVER DRIVE」是日本音樂團體 FANTASTICS from EXILE TRIBE的出道單曲。於2018年12月5日由rhythm zone發行。

## 概要
- 出道單曲，以「CD+DVD」和「CD」共兩個版本發售。
- 當中收錄於2017年的「武者修行」及2018年的「夢者修行」期間表演過的兩首純音樂舞曲「FANT-A-STEP」和「Shamblez」。

## 銷售榜成績
- 於2018年12月8日Oricon公信榜奪得首次單曲日間排行榜冠軍
- 於2018年12月17日Oricon公信榜奪得首次單曲週間排行榜第三位。
- 獲日本唱片協會認證為金唱片。[2]

## 收錄歌曲

### CD
1. OVER DRIVE [4:14]
作詞：YVES & ADAMS、作曲：Henrik Nordenback・MoonChild・NAOKI・BIG-F
  - 『VOCAL BATTLE AUDITION 5〜給人有夢想的年輕人〜』的第3次審核曲目、日本電視台的晨早節目『スッキリ』12月主題曲。
2. WHAT A WONDER [4:13]
作詞：Amon Hayashi、作曲：Ichiro Suezawa・Chris Golighty・Anthony Lee
3. OVER DRIVE -Instrumental-
4. WHAT A WONDER -Instrumental-
5. FANT-A-STEP -Special Bonus Track-
6. Shamblez -Special Bonus Track-

### DVD
※只收錄於「CD+DVD」版本
1. OVER DRIVE（MUSIC VIDEO）